# Stanisław Deja
Stanisław Deja (ur. 1950 w Gdańsku) – polski pianista, pedagog. Niegdyś spiker w Radiu Wolna Europa.

## Życiorys
Od piątego roku życia pobierał lekcje muzyki: najpierw na akordeonie, a rok później – na fortepianie. Wkrótce otrzymał „Stypendium im. Fryderyka Chopina”, które otrzymywał do czasu ukończenia Średniej Szkoły Muzycznej w Gdańsku-Wrzeszczu. 
Sukcesy muzyczne na ogólnopolskich przesłuchaniach młodych solistów pozwoliły na zaliczenie go do krajowej czołówki pianistycznej najmłodszej generacji. W efekcie młody muzyk studiował w Konserwatorium im. Nikołaja Rimskiego-Korsakowa w Leningradzie pod kierunkiem Ludmiły Umańskiej (uczennica Samuiła Fejnberga) i ukończył je z wyróżnieniem. Następnie studiował w Berlinie Zachodnim, gdzie pracował pod kierunkiem Gerharda Puchelta, a także w Monachium, gdzie ukończył klasę mistrzowską (Meisterklasse) u Ludwiga Hofmanna, ucznia Arturo Benedetti Michelangelego. 
Jest laureatem międzynarodowych konkursów pianistycznych w Vercelli (Włochy) i w Jaén (Hiszpania). Krytycy zaliczają go do wybitnych interpretatorów muzyki Wolfganga Amadeusa Mozarta i Fryderyka Chopina, ale ceniony jest także jako kameralista i akompaniator w ansamblach wokalnych. 
Od 1978 roku mieszka w Niemczech, gdzie do 1994 pracuje w Radiu Wolna Europa i regularnie koncertuje – głównie na terenie Niemiec i Skandynawii oraz w Kalifornii (San Diego). W 2006 roku ponownie zamieszkał w Polsce skupiając się wyłącznie na wykonywaniu zawodu muzyka i na koncertowaniu. 
W roku 2007 występował z Krzysztofem Pendereckim w Niemczech, biorąc udział w jego koncercie fortepianowym Zmartwychwstanie. Razem z Andrzejem Zielińskim stworzył duet, który nagrał podwójny album pt. Skaldowie na dwa fortepiany – live, który w 2008 roku ukazał się nakładem Polskiego Radia. 
W 2009 roku, przy udziale polskich placówek dyplomatycznych pianista zainaugurował w Turkmenistanie i Azerbejdżanie obchody Roku Chopinowskiego. Zagrał wówczas kilka recitali, przeprowadził lokalne konkursy chopinowskie i warsztaty dla młodych pianistów.

## Ciekawostki
- Stanisław Deja pracował jako spiker w Radiu Wolna Europa i to właśnie on jako pierwszy zakomunikował w tamtejszym studiu radiowym o ogłoszeniu stanu wojennego w Polsce[2].

## Dyskografia

### Albumy
- 2008: Duet fortepianowy Andrzej Zieliński & Stanisław Deja oraz Jacek Zieliński - skrzypce – Skaldowie na dwa fortepiany – live (2xCD, Polskie Radio / PRCD 1141-42)[1]
- 2021: Andrzej Zieliński / Stanisław Deja – Skaldowie na dwa fortepiany (2xCD, Kameleon Records – KAMCD 87/88) (reedycja)[3]
- 2021: Andrzej Zieliński / Stanisław Deja – Skaldowie na dwa fortepiany 2 (Podróż magiczna) (2xCD, Kameleon Records – KAMCD 103/104)[1][3]